# 해안 침식

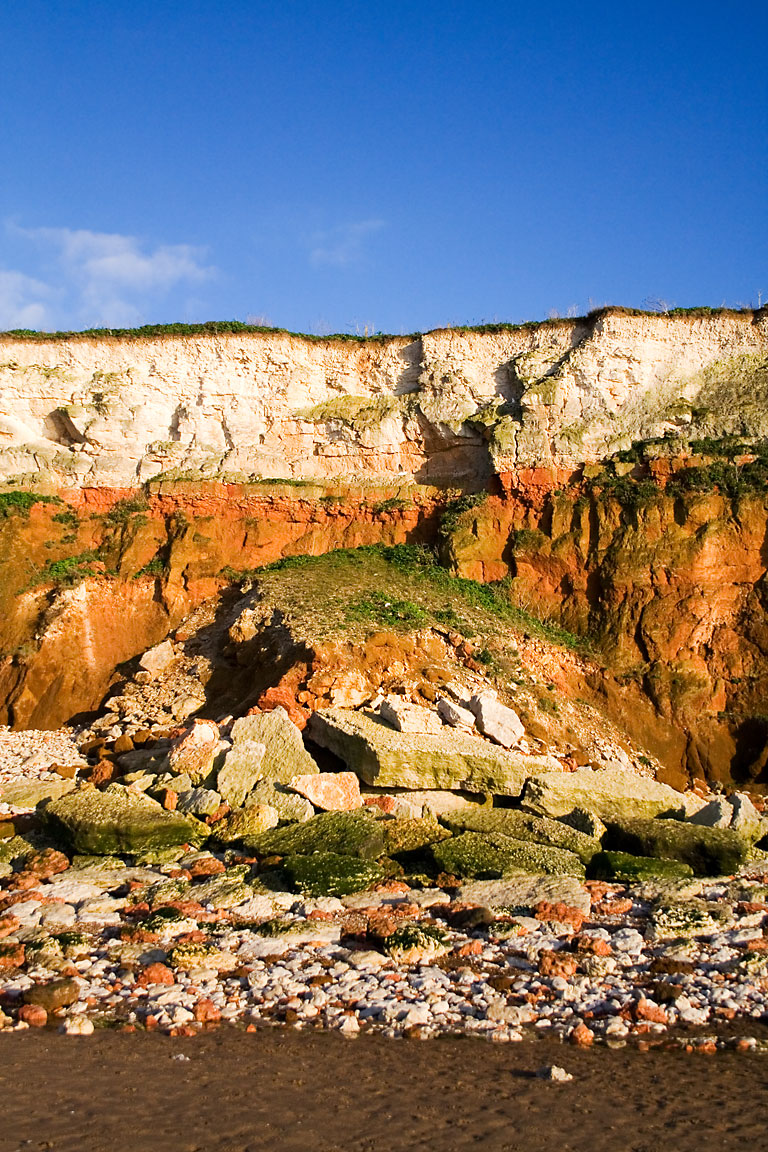
심한 해양 침식: 잉글랜드 동부 헌스턴의 절벽 붕괴

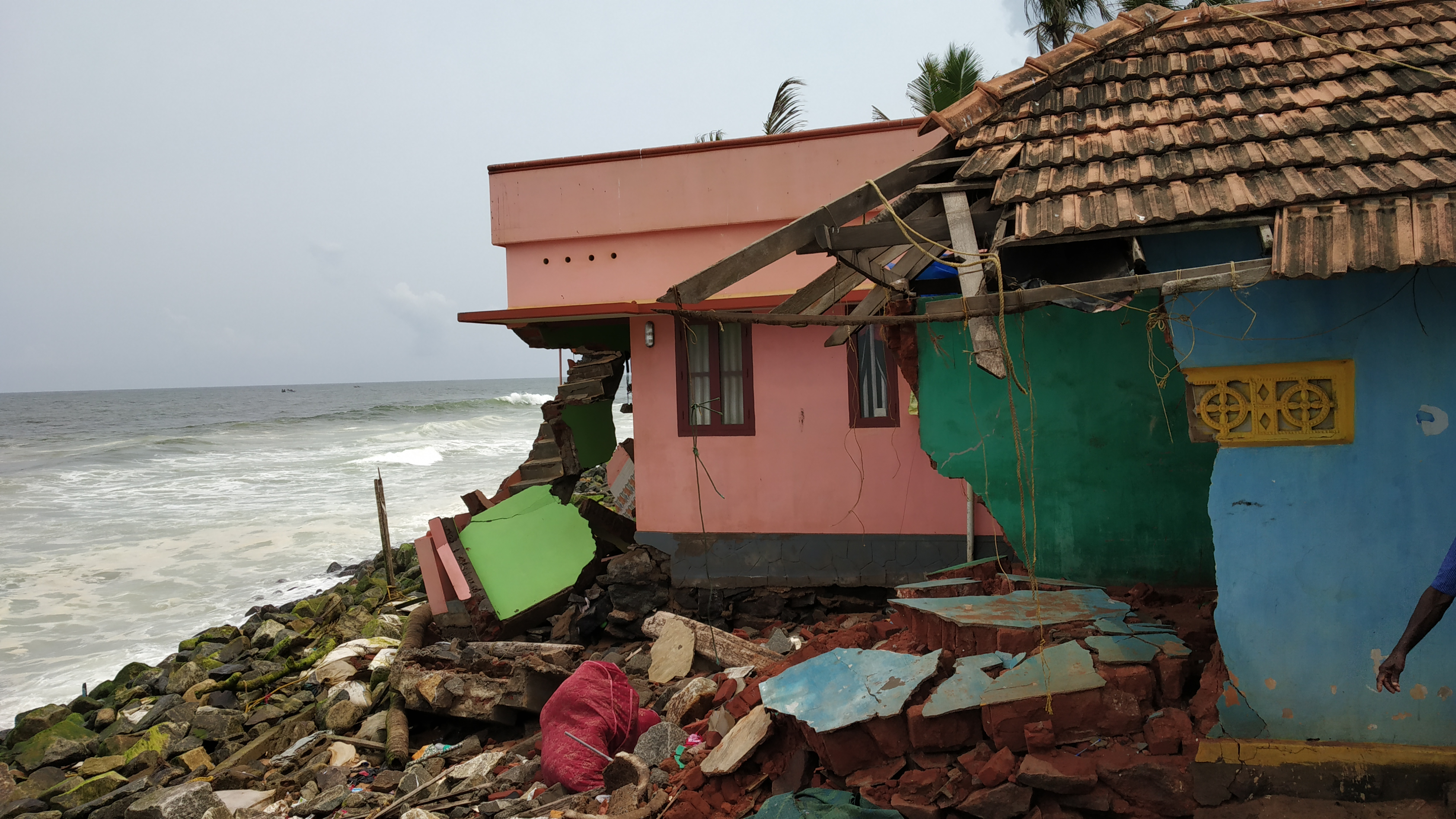
인도 발리야투라 케랄라 해식

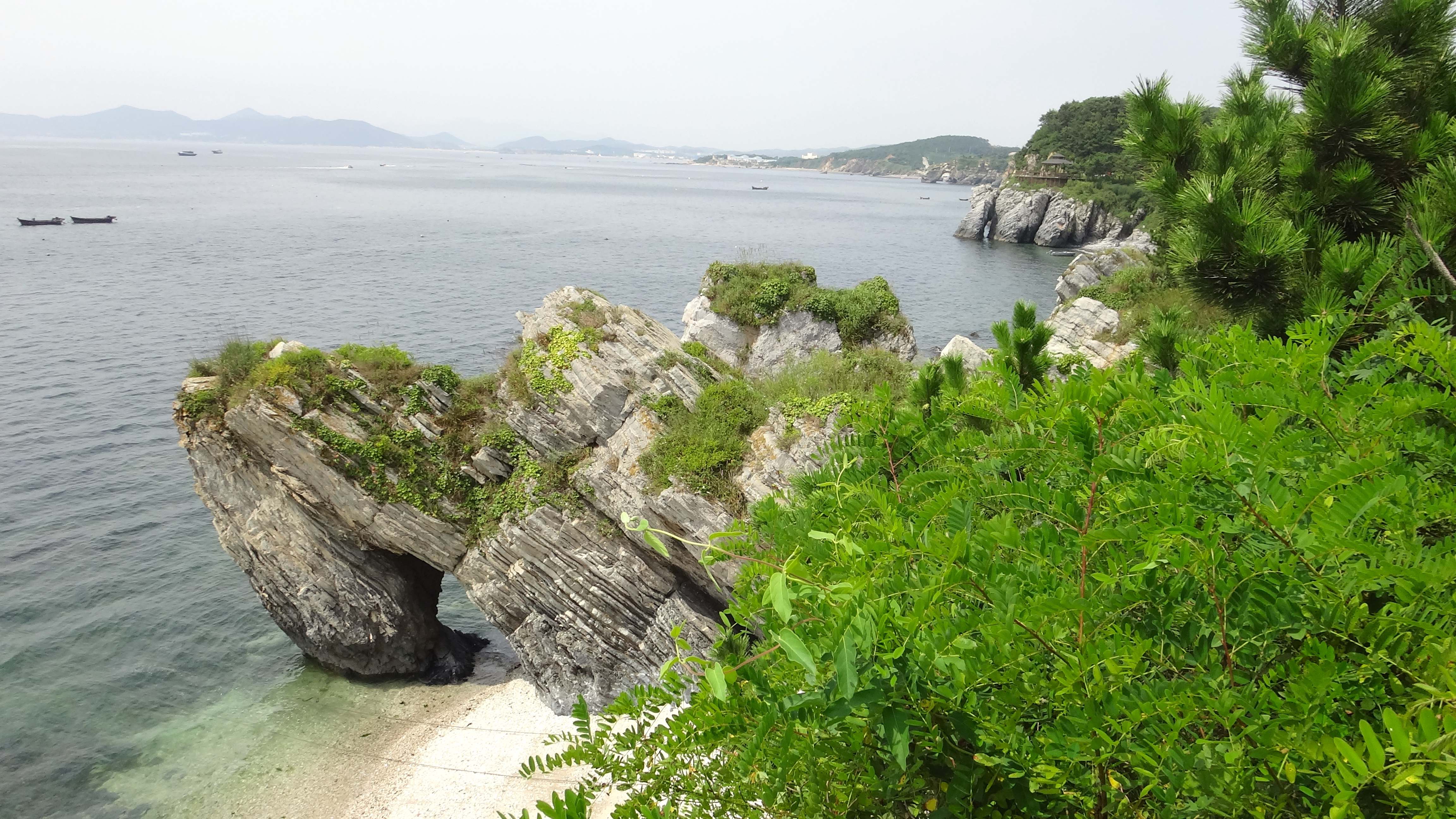
중국 랴오닝성 다롄 진시탄 연안 국가지질공원의 침식으로 형성된 터널형 구조물

해안 침식(海岸浸蝕, 영어: coastal erosion) 또는 해식 작용은 파도와 조류, 조수, 풍력, 수력, 얼음 등의 영향으로 인해 해안선을 따라 퇴적물과 암석이 장기간에 걸쳐 제거되는 것을 말한다. 해안선의 후퇴는 조수, 계절 및 기타 단기 순환 과정의 시간적 척도를 통해 측정되고 설명될 수 있다. 해안 침식은 수압 작용, 마모, 바람과 물에 의한 충격 및 부식 등으로 발생한다.

## 같이 보기
- 해변
- 침식